# Driemaster

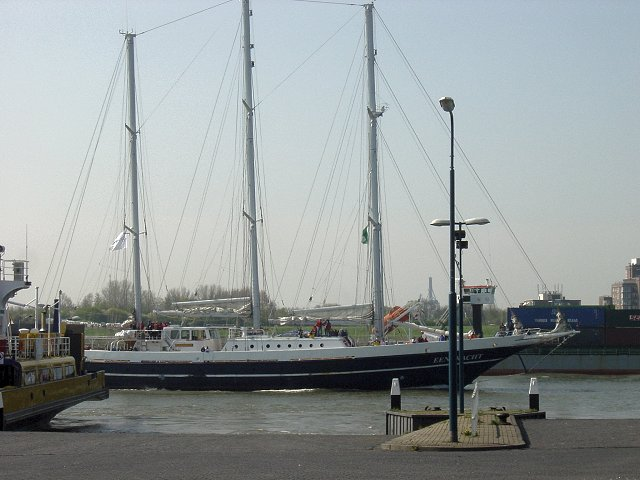
Een (langsgetuigde) driemaster

Met een driemaster bedoelt men een doorgaans dwarsgetuigd zeilschip dat is voorzien van drie masten.
Men ziet ze tegenwoordig vooral als charterschip voor dagtrips en vakantiereizen. Ook zijn veel van de tallships, zoals men ze bijvoorbeeld op het evenement Sail kan zien, feitelijk driemasters. Vaak zijn deze zeilschepen voorzien van een imposante tuigage. Het zijn stuk voor stuk overblijfselen uit de zeilvaart die nu gekoesterd worden als museumstukken.